# Šejch Danun
Šejch Danun (hebrejsky שֵּׁיח' דַּנּוּן,arabsky الشيخ دنون, v oficiálním přepisu do angličtiny Sheykh Dannun, přepisováno též Sheikh Danun) je vesnice v Izraeli, v Severním distriktu, v Oblastní radě Mate Ašer.

## Geografie
Leží v nadmořské výšce 92 metrů na pomezí intenzivně zemědělsky využívané a hustě osídlené Izraelské pobřežní planině a západních svahů Horní Galileji, 6 kilometrů od břehů Středozemního moře a 11 kilometrů od libanonských hranic. Od východu k obci přitéká vádí Nachal Ošrat, které severovýchodně od ní ústí do Nachal Ga'aton. Jižně od obce pak prochází vádí Nachal Bejt ha-Emek.
Obec se nachází 5 kilometrů východně od města Naharija, cca 107 kilometrů severoseverovýchodně od centra Tel Avivu a cca 25 kilometrů severovýchodně od centra Haify. Šejch Danun obývají izraelští Arabové, přičemž osídlení v tomto regionu je etnicky smíšené. Na západ ležící pobřežní nížina je převážně obývaná Židy, na východní a jihovýchodní straně začínají kopcovité oblasti centrální Galileji, které obývají ve vyšší míře Arabové.
Šejch Danun je na dopravní síť napojen pomocí severojižní tepny dálnice číslo 70.

## Dějiny
Šejch Danun leží v západní Galileji, která byla během války za nezávislost v roce 1948 ovládnuta židovskými silami a připojena k státu Izrael. Na rozdíl od mnoha arabských vesnic v pobřežní nížině nebyla tato vesnice vysídlena a uchovala si svůj arabský ráz. Původně šlo o dvě samostatné osady: Šejch Danun a Šejch Davud, které se později sloučily do jedné obce.

## Demografie
Obyvatelstvo Šejch Danun je ryze arabské. Jde o menší sídlo vesnického typu s dlouhodobě rostoucí populací. K 31. prosinci 2014 zde žilo 2668 lidí. Během roku 2014 populace stoupla o 1,2 %.
| Rok            | 1961 | 1972 | 1983  | 1995  | 2001  | 2003  | 2004  | 2005  | 2006  | 2007  | 2008  | 2009  | 2010  | 2011  | 2012  | 2013  | 2014  |
| -------------- | ---- | ---- | ----- | ----- | ----- | ----- | ----- | ----- | ----- | ----- | ----- | ----- | ----- | ----- | ----- | ----- | ----- |
| Počet obyvatel | 707  | 783  | 1 085 | 1 657 | 2 070 | 2 199 | 2 234 | 2 266 | 2 325 | 2 381 | 2 413 | 2 439 | 2 515 | 2 576 | 2 608 | 2 637 | 2 668 |